# Ballare per un sogno
Ballare per un sogno (Make It Happen) è un film del 2008 diretto da Darren Grant e con protagonista Mary Elizabeth Winstead. La sceneggiatura del film è stata scritta da Grant e Duane Adler, già sceneggiatori di Save the Last Dance e Step Up, entrambi film dello stesso genere.
Il film è stato distribuito nelle sale cinematografiche italiane il 3 aprile 2009.

## Trama
Dopo aver perso entrambi i genitori (la madre è morta quando lei aveva 10 anni e il padre morto d'infarto), i fratelli Joel e Lauryn, abitanti di una piccola cittadina nell'Indiana, hanno dovuto darsi da fare per portare avanti l'officina di famiglia, nonostante entrambi abbiano altri sogni. In particolar modo Lauryn sogna di sfondare nel mondo della danza, e nonostante la nuova situazione fa di tutto per ritagliarsi qualche momento per allenarsi e danzare, per poter partecipare alle audizioni per essere ammessa alla accademia di musica e danza di Chicago.
Purtroppo per Lauryn, l'audizione va piuttosto male e la sua richiesta di ammissione viene respinta. Delusa e frustrata, Lauryn non ha il coraggio di tornare a casa, e accetta la proposta della ballerina Dana, di stare per un po' di tempo da lei, e di lavorare come contabile presso il "Ruby's", locale burlesque, di proprietà di Brenda. Qui Lauryn conosce Russ, deejay del club, che sogna di comporre e produrre musica propria. È proprio Russ a scoprire il talento di Lauryn ed a proporla come ballerina, quando una delle ragazze del locale non può esibirsi.
La performance di Lauryn entusiasma il pubblico e dona nuovamente alla ragazza l'entusiasmo e la passione per la danza. Anche il rapporto fra Russ e Lauryn diventa sempre più profondo, ma Joel informa la sorella di aver perso l'officina di famiglia per via dei debiti, convincendo la ragazza a tornare a casa per tentare di rimediare al danno. Tornata alla sua vita di tutti i giorni, Lauryn viene osservata segretamente dal fratello mentre danza. Joel finalmente realizza cosa renda felice la sorella e la convince a tentare nuovamente l'audizione per l'accademia di musica e danza di Chicago, che finalmente accetterà Lauryn.

## Colonna sonora
Il seguente è l'elenco dei brani utilizzati nel corso di Ballare per un sogno, benché non sia stato ufficialmente pubblicato alcun CD contenente la colonna sonora del film.
- Teach Me How To Dance - Che'Nelle
- Put It Down - Zshatwa
- Going Home - Mozella
- My Way - Bella Brooke
- Beware of the dog - Jamelia
- Get What I Want - Bittersweet
- Hoodie - Lady Sovereign
- Get Your Shoes On - Elisabeth Withers
- Ruby Blue - Róisín Murphy
- Steamy - Tamara Powell
- Shawty Get Loose - Lil Mama ft. T-Pain & Chris Brown
- Triple Double - Ohmega Watts
- Break It Down - Alana D.
- Love Ya - Unklejam
- Bottoms Up - Keke Palmer
- Hello - Kip Blackshire
- Flash Back - Fat Freddy's Drop
- Push It - Salt-n-Pepa
- Just Dance - Lady Gaga